# Nakijin
Nakijin (jap. 今帰仁村 Nakijin-son) – wieś w Japonii, w prefekturze Okinawa, na wyspie Okinawa. Według danych na rok 2020 miejscowość zamieszkiwało 8 894 mieszkańców , a gęstość zaludnienia wyniosła 222,7 os./km².